# Magali Messmer
Magali di Marco Messmer (La Chaux-de-Fonds, 9 settembre 1971) è una triatleta svizzera.

## Carriera
Ha vinto la medaglia di bronzo alle prime Olimpiadi di triathlon, che si sono svolte a Sydney.
Nel 1997 è arrivata seconda nella gara di coppa del mondo di Embrun.
L'anno successivo ha vinto la medaglia d'argento nella gara di Zurigo.
Nel 1999 ha vinto la gara di coppa del mondo di Montecarlo. Nello stesso anno è arrivata seconda agli europei di Funchal.
Nel 2000 si ripete, conseguendo un'altra medaglia d'argento, agli europei di Stein.
Nel 2014 rientra alle competizioni qualificandosi per i campionati europei di atletica leggera di Zurigo dove nella maratona si classifica al 44. posto con il tempo di 2:46:53.

### Le Olimpiadi
Sydney 2000: Le prime olimpiadi vedono Magali tra le protagoniste assolute. Uscita dall'acqua con il 3º tempo assoluto, si mantiene nelle posizioni di testa nella frazione ciclistica. Nell'ultima frazione consegue il 4º tempo assoluto che le consente di salire sul gradino più basso del podio con un tempo totale di 2:01:08, alle spalle della connazionale Brigitte McMahon (2:00:40) e dell'australiana Michellie Jones (2:00:42).

## Palmarès
- Olimpiadi
  - Sydney 2000: bronzo